# リッチ・イングラム (第5代アーヴィン子爵)
第5代アーヴィン子爵リッチ・イングラム（英語: Rich Ingram, 5th Viscount of Irvine、1688年1月6日 – 1721年4月10日）は、イギリスの軍人、貴族。

## 生涯
第3代アーヴィン子爵アーサー・イングラムとイサベラ・メイチェル（Isabella Machell、1670年10月25日 – 1764年7月21日、ジョン・メイチェルの娘）の息子として、1688年1月6日にテンプル・ニューサムで生まれ、23日にホーシャムで洗礼を受けた。1700年頃にイートン・カレッジで教育を受けた後、1703年7月3日にケンブリッジ大学クライスツ・カレッジに入学、続いて1704年9月11日にライデン大学に入学した。
1714年5月7日に兄エドワード・メイチェルが死去すると、アーヴィン子爵の爵位を継承した。同年から1715年までイースト・ライディング・オブ・ヨークシャー統監を務め、1715年1月から6月までイースト・ライディング・オブ・ヨークシャー首席治安判事も務めた。また、1715年から1721年までキングストン＝アポン＝ハル総督を、1715年から1717年までアーヴィン子爵の歩兵連隊隊長を、国王所有乗馬連隊隊長を務めた。
1720年にバルバドス総督に任命したが、任地に向かう前の1721年4月10日に天然痘により死去、17日にウェストミンスター寺院に埋葬された。弟アーサーが爵位を継承した。

## 家族
1717年12月頃、アン・ハワード（1696年以前 – 1764年12月2日、第3代カーライル伯爵チャールズ・ハワードの娘）と結婚した。